# Tubilustrium
Dans la Rome antique, où le mois de mars marquait le début de la saison guerrière, le Tubilustrium était une cérémonie destinée à préparer l'armée au conflit. Au cœur de cette cérémonie se trouvaient des trompettes sacrées nommées tubae avec lesquelles on pratiquait la lustration.

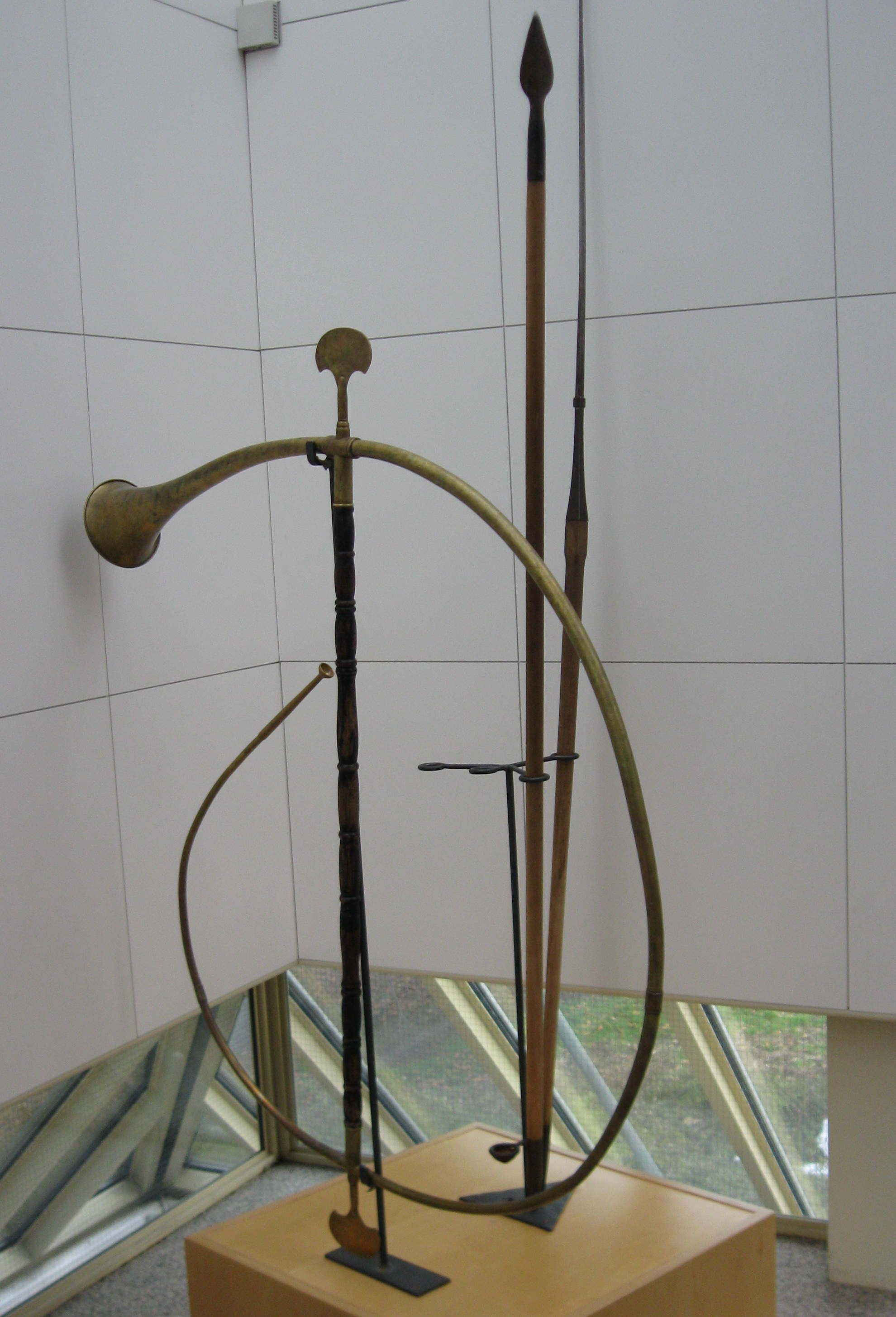
Une trompette courbe romaine, exposée au musée d'Aalen.

Johannes Quasten, auteur d'une thèse portant sur la musique dans les cultes antiques, explique que la cérémonie était destinée à purifier les trompettes qui avaient été utilisées dans les sacrifices.
La cérémonie a lieu le 23 mars, ce qui correspond également au dernier jour des Quinquatries. Elle est dédiée à Forte, identifiée à Nério et à Bellone, une parèdre de Mars. Le Tubilustrium se déroule une seconde fois le 23 mai. Il est alors dédié à Vulcain.
La cérémonie se tient à Rome, dans un bâtiment appelé l’atrium sutorium, et elle met en scène le sacrifice d'un agneau. Les Romains qui n'assistent pas à la cérémonie peuvent tout de même admirer les danses des Saliens dans les rues de la ville.

## Le lieu: l’atrium sutorium
La localisation de l’atrium sutorium ne nous est pas connue par l’archéologie. Mommsen a proposé de l’identifier à l’atrium Minervae. Par la suite, des auteurs, tels Platner et Ashby, ont proposé de le localiser dans le quartier de l'Argilète, connu pour abriter les activités professionnelles des fabricants de chaussures : le bâtiment aurait été détruit pour les besoins de la construction du forum transitorium et c’est ce qui expliquerait qu’il n’en est plus fait mention après le Ier siècle.

## Les dates: les 23 mars et 23 mai
Le Tubilustrium du 23 mars marque l'ouverture de la saison de la guerre. La répétition du Tubilustrium, le 23 mai, pourrait s'expliquer par un calendrier militaire plus ancien, basé sur celui de Sparte, dans lequel la saison de la guerre commence aux premières semaines du printemps pour s’arrêter au début des récoltes. Les 24 mars et 24 mai, lendemains des Tubilustria des 23 mars et 23 mai, sont deux jours marqués QRCF (acronyme de « Quando rex comitiavit, fas » pour « Lorsque le rex réunit les comices, ce jour devient faste ») et doivent répondre aux deux jours où, selon Gaius, les comices calates étaient convoqués afin d’établir les testaments sous la présidence du rex sacrorum. Le pendant du Tubilustrium du 23 mars est l’Armilustrium du 19 octobre qui clôture de la saison de la guerre.

### Sources antiques

#### Sources épigraphiques
- CIL VI, 2296
- CIL VI, 2297
- CIL VI, 2299
- CIL VI, 2301
- CIL VI, 32488
- CIL VI, 32496
- CIL VI, 10286
- CIL IX, 421
- CIL IX, 7873
- CIL XI, 3592
- CIL XIV, 4547

#### Sources littéraires
- Festus, Signification des mots (BNF 13514409).
- Jean de Lydie, Mois (BNF 13322207).
- Ovide, Fastes [détail des éditions] (BNF 12213123).
- Varron, Langue latine (BNF 12425965).